# Суланда (приток Лемы)
Суланда — река в России, протекает по территории
Оштинского и Анхимовского сельских поселений Вытегорского района Вологодской области. Длина реки — 13 км, площадь водосборного бассейна — 53,7 км².

## Физико-географическая характеристика
Река берёт начало на высоте выше 142,7 м над уровнем моря и далее течёт преимущественно в южном направлении.
Река в общей сложности имеет одиннадцать малых притоков суммарной длиной 25 км. Один из них несёт воды Суландозера.
Устье реки находится на высоте 66,2 м над уровнем моря в 18 км по правому берегу реки Лемы, притока реки Мегры, впадающей в Онежское озеро.
Населённые пункты на реке отсутствуют.
Код объекта в государственном водном реестре — 01040100612102000017833.